# 短果升麻
短果升麻（学名：Cimicifuga brachycarpa）为毛茛科升麻属下的一个种。

## 扩展阅读
- 維基物種上的相關：短果升麻